# Pablo Palazuelo
Pour les articles homonymes, voir Palazuelo.
 (juillet 2014).
Si vous disposez d'ouvrages ou d'articles de référence ou si vous connaissez des sites web de qualité traitant du thème abordé ici, merci de compléter l'article en donnant les références utiles à sa vérifiabilité et en les liant à la section « Notes et références ».
Pablo Palazuelo, né le 8 octobre 1915 à Madrid et mort près de là, à Galapagar, le 3 octobre 2007 , est un peintre, graveur et sculpteur espagnol contemporain. Il est une figure-clé de l'art espagnol de la seconde moitié du XXe siècle.[réf. nécessaire]

## Biographie
Pablo Palazuelo naît le 8 octobre 1915 à Madrid.
En 1932, il commence ses études à l'École d’Architecture de Madrid, mais en 1933 il les poursuit à Oxford, à la School of Arts and Crafts. Quand débute la guerre civile espagnole, en 1936, Palazuelo interrompt ses études d’architecture et rentre en Espagne pour faire son service militaire.
En 1939, contre les souhaits de sa famille, qui avait envisagé pour lui une carrière d'architecte, Palazuelo se consacre à la peinture. Ses premiers travaux sont figuratifs. En 1945, il fait sa première exposition lors de l'Exposition nationale des Beaux-Arts et il réalise ses premières peintures abstraites. En 1948, il obtient une bourse de l'Institut français pour étudier à Paris, où il passera près de vingt années de sa vie. Il s’installe au 13 rue Saint-Jacques à Paris, dans une petite chambre dont il fait son atelier et où il travaillera jusqu’en 1968.
En 1949 commence sa collaboration avec la prestigieuse Galerie Maeght. Il rencontre en 1950 Eduardo Chillida avec lequel il se lie d'amitié. En 1953, il crée ses premières compositions géométriques. Ces nouvelles formes l’amènent, un an plus tard, à faire sa première incursion dans la sculpture. 1955 est une année importante, car c’est l'année où il fait sa première exposition individuelle à la Galerie Maeght à Paris.
En 1969, il retourne en Espagne pour y obtenir la résidence permanente et en 1974 il s’installe dans un château, à Monroy près de Cáceres. Dans les années suivantes ses expositions sont de plus en plus fréquentes à Madrid (ThéoGallery), à Barcelone et à Paris (Galerie Maeght). En 1981, les Éditions Maeght publient une monographie, élaborée par Claude Esteban sous la forme d'un échange épistolaire avec Palazuelo.
Palazuelo meurt le 3 octobre 2007, à 91 ans, à son domicile de Galapagar, près de Madrid, où il a travaillé jusqu’au dernier jour.

## Œuvres
Palazuelo éprouve une grande fascination pour les travaux de Klee et de Kandinsky. Ses dessins, gravures, peintures, sculptures sont l'expression d'une abstraction souvent géométrique, où les lignes, les plans, les couleurs créent des tensions et des espaces. On y sent aussi l'influence de sa formation initiale d'architecte. Le développement de l'abstraction et l'utilisation de la géométrie dans son travail sont étroitement liés à un processus rationnel fondé sur la découverte (et non pas l’invention) de nouvelles formes. Cette découverte constante qui guide son travail se traduit par une tension qui se manifeste par des variations infinies de la forme.

## Expositions
- 1967 : Berlin, Baden-Baden, Madrid.
- 1956 : Galerieía Beyeler.
- 1973 : Galerie Iolas Velasco.
- 1995 : Musée national centre d'art Reina Sofía, Madrid.
- 2005 : Modelos Estructuras y Forma au Centro Andaluz de Arte Contemporáneo.

## Musées et collections publiques
- Artium, Centro Museo de Arte Contemporáneo, Vitoria-Gasteiz
- Carnegie Museum of Art, Pittsburg
- Colection Art Contemporain Fundación La Caixa, Barcelona
- Fundación Juan March, Madrid
- Kunsthaus de Zurich, Zurich
- Museo de Arte Abstracto, Cuenca
- Museo de Arte Moderno, Rio de Janeiro
- Musée d'art moderne de la ville de Paris
- Museo de Bellas Artes de la Chaux de Fonds, Suisse
- Musée Fondation Maeght, Saint-Paul-de-Vence, France
- Musée Guggenheim, Bilbao
- Musée national centre d'art Reina Sofía, Madrid
- Musée d'art contemporain de Barcelone (MACBA), Barcelona
- Musée Solomon R. Guggenheim, New York

## Prix et reconnaissance
- 1952 - Prix Kandinsky
- 1958 - Prix Carnegie
- 1982 – Médaille d'or du mérite des beaux-arts par le Ministère de l'Éducation, de la Culture et des Sports[2]
- 1994 – Prix Tomas Francisco Prieto décerné par la Fábrica Nacional de Moneda y Timbre.
- 1999 – Prix National d’Arts Plastiques[3]
- 2004 - Prix Velázquez

## Disque
- Avec le compositeur Frédéric Nyst : El Número y las Aguas (1986)